# Malcolm Lincoln
I Malcolm Lincoln sono un gruppo musicale pop estone formatosi nel mese di ottobre del 2009.
I membri sono Robin Juhkental, Jakob Juhkam, Siim Raidma, Ott Adamson, Johan Alexander Petti e Hans Kurvits. La formazione originale comprendeva Robin Juhkental (voce/elettronica) e Madis Kubu (basso). Juhkental ha descritto il loro stile come "pop elettronico con un sottofondo un po' eccentrico".

## Storia
Il nome della band deriva dal programma televisivo Chi vuol essere milionario?, dove una concorrente rispose in modo errato Malcolm Lincoln ad una domanda che chiedeva il nome del 16º presidente degli Stati Uniti d'America, Abraham Lincoln.
I Malcolm Lincoln, insieme ad un gruppo di coriste chiamato Manpower 4, ha vinto il festival Eesti Laul 2010 con il brano Siren, con cui poi hanno rappresentato l'Estonia durante la prima semifinale dell'Eurovision Song Contest 2010, a Oslo. Pur ricevendo il massimo di 12 punti da due paesi (Finlandia e Lettonia), fallirono la qualificazione, ottenendo 39 punti finali e posizionandosi al 14º posto su 17 concorrenti.
La band ha pubblicato nel maggio 2010 l'album di debutto Loaded With Zoul contenente 12 canzoni.
Nel 2012 parteciparono nuovamente al concorso nazionale Eesti Laul, con la canzone Bye.

## Formazione
- Robin Juhkental
- Jakob Juhkam
- Siim Raidma
- Ott Adamson
- Johan Alexander Petti
- Hans Kurvits

## Discografia
Album
- 2010 - Loaded with Zoul

Singoli
- 2010 - Siren
- 2010 - Loaded With Zoul
- 2011 - Man On The Radio
- 2012 - Bye